# Oscarverleihung 1934
Übersicht aller ausgezeichneten Filme

◄ | 1930 | 1931 | 1932 | Oscarverleihung 1934 | 1935 | 1936 | 1937 | 1938 | ► | ►►

Weitere Ereignisse
Die Oscarverleihung 1934 fand am 16. März 1934 im Ambassador Hotel in Los Angeles statt. Es waren die 6th Annual Academy Awards. Ausgezeichnet wurden Filme aus der Zeit zwischen dem 1. August 1932 und dem 31. Dezember 1933.
Im Vorjahr hatte keine Oscarverleihung stattgefunden, da man zukünftig die Filme aus dem vergangenen Kalenderjahr auszeichnen wollte. Die neue Kategorie Beste Regieassistenz hielt sich nur fünf Jahre lang. Katharine Hepburn gewann ihren ersten von später insgesamt vier Oscars als Beste Hauptdarstellerin.

## Moderation
Will Rogers

## Gewinner und Nominierte

### Bester Film
Kavalkade (Cavalcade) – Fox Film Corporation
Die 42. Straße (42nd Street) – Warner Bros.
In einem anderen Land (A Farewell to Arms) – Paramount
Jagd auf James A. (I Am a Fugitive from a Chain Gang) – Warner Bros.
Jahrmarktsrummel (State Fair) – Fox Film Corporation
Lady für einen Tag (Lady for a Day) – Columbia
Liebesleid (Smilin’ Through) – Metro-Goldwyn-Mayer
Das Privatleben Heinrichs VIII. (The Private Life of Henry VIII) – London Film Productions
Sie tat ihm unrecht (She Done Him Wrong) – Paramount
Vier Schwestern (Little Women) – RKO Radio

### Bester Hauptdarsteller
Charles Laughton – Das Privatleben Heinrichs VIII. (The Private Life of Henry VIII)
Leslie Howard – Berkeley Square
Paul Muni – Jagd auf James A. (I Am a Fugitive from a Chain Gang)

### Beste Hauptdarstellerin
Katharine Hepburn – Morgenrot des Ruhms (Morning Glory)
May Robson – Lady für einen Tag (Lady for a Day)
Diana Wynyard – Kavalkade (Cavalcade)

### Beste Regie
Frank Lloyd – Kavalkade (Cavalcade)
Frank Capra – Lady für einen Tag (Lady for a Day)
George Cukor – Vier Schwestern (Little Women)

### Beste Regieassistenz
Charles Barton, Scott R. Beal, Charles Dorian, Fred Fox, Gordon Hollingshead, Dewey Starkey und William Tummel (keine Angabe eines Filmtitels)
Al Alleborn, Sid Brod, Orville O. Dull, Percy Ikerd, Arthur Jacobson, Edward Killy, Joseph A. McDonough, William J. Reiter, Frank X. Shaw, Ben Silvey und John S. Waters (jeweils ohne Angabe eines Filmtitels)

### Beste Originalgeschichte
Robert Lord – Reise ohne Wiederkehr (One Way Passage)
Charles MacArthur – Rasputin: Der Dämon Rußlands (Rasputin and the Empress)
Frances Marion – Der Boxer und die Lady (The Prizefighter and the Lady)

### Bestes adaptiertes Drehbuch
Victor Heerman und Sarah Y. Mason – Vier Schwestern (Little Women)
Paul Green und Sonya Levien – Jahrmarktsrummel (State Fair)
Robert Riskin – Lady für einen Tag (Lady for a Day)

### Beste Kamera
Charles Lang – In einem anderen Land (A Farewell to Arms)
George J. Folsey – Rendez-vous in Wien (Reunion in Vienna)
Karl Struss – Im Zeichen des Kreuzes (The Sign of the Cross)

### Bestes Szenenbild
William S. Darling – Kavalkade (Cavalcade)
Hans Dreier und Roland Anderson – In einem anderen Land (A Farewell to Arms)
Cedric Gibbons – When Ladies Meet

### Bester Ton
Franklin Hansen (Paramount Studio Sound Department) – In einem anderen Land (A Farewell to Arms)
Nathan Levinson (Warner Bros. Studio Sound Department) – Die 42. Straße (42nd Street)
Nathan Levinson (Warner Bros. Studio Sound Department) – Goldgräber von 1933 (Gold Diggers of 1933)
Nathan Levinson (Warner Bros. Studio Sound Department) – Jagd auf James A. (I Am a Fugitive from a Chain Gang)

### Bester Kurzfilm – Cartoon
Walt Disney – Die drei kleinen Schweinchen (The Three Little Pigs)
Walt Disney – Micky, der Bauarbeiter (Building a Building)
Walter Lantz – The Merry Old Soul

### Bester Kurzfilm – Comedy
Louis Brock – So This Is Harris!
Warren Doane – Mister Mugg
Louis Brock – A Preferred List

### Bester Kurzfilm – Novelty
Joe Rock für Educational Pictures – Krakatoa
Pete Smith – Menu
Educational Pictures – Morze

## Besondere Auszeichnungen
- Preis für Wissenschaft und Entwicklung: Electrical Research Products Inc. (for their wide range recording and reproducing system) und RCA-Victor (for their high-fidelity recording and reproducing system)
- Preis für Technische Verdienste: Fox Film Corporation, Fred Jackman und Warner Bros. Pictures, Inc., sowie Sidney Saunders von RKO Studios, Inc. (for their development and effective use of the translucent cellulous screen in composite photography)